# Église Saint-Jacques de Pirmil
L'église Saint-Jacques de Pirmil est la plus ancienne église de Nantes en France ; elle date de la fin du XIIe siècle.
L'église fait l'objet d'une inscription au titre des monuments historiques depuis le 24 avril 1997.

## Histoire

### Origine de l'église
Une inscription en chiffres arabes de facture récente (XIXe siècle), relevée sur la clef d'une arcade qui sépare le transept du chœur, indique que l'église a été construite en 1180.
La plus ancienne trace historique de la paroisse date d'une bulle pontificale de 1179 concernant l'abbaye Saint-Jouin de Marnes située près de Thouars en Poitou et lui reconnaissant le contrôle de la paroisse de Saint-Jacques de Pirmil.
Un acte épiscopal de 1287 cite, parmi plusieurs paroisses de la région, Engniam (Aigne) comme relevant de Saint-Jouin, mais plus Saint-Jacques, ce qui indique probablement que celle-ci est devenue une dépendance d'Aigne. Saint-Jacques en reste dépendante jusqu'au 25 mai 1790, date de la création des communes. C'est alors que conseil du district (ancêtre de l'arrondissement), dominé par les Nantais, l'attribua finalement à Nantes, qui obtenait ainsi le contrôle des deux rives de la Loire.
Le 23 mai 1791, tous les biens de l'église à l'exception du cimetière et de la sacristie sont vendus comme bien national pour la somme de 60 100 livres. Mais l'acheteur de ces biens mit quand même la main sur la sacristie et les deux cimetières. Ce vol est réparé par les héritiers de l'homme en 1808 : ils rendent alors à l'église Saint-Jacques les dépendances usurpées.

### Restaurations
En 1484, Thomas James, évêque de Dol-de-Bretagne, réalise une importante restauration d'une partie de l'église et de la façade. Il fait construire un porche auquel on accède par une triple arcade. Deux statues ornent cette entrée.
Pendant la seconde moitié du XVIIIe siècle sont réalisées la réfection de la charpente et la reconstruction de la sacristie.
En 1843, l'architecte nantais Théodore Nau refait la façade ainsi que le parement extérieur du sud de la nef et du transept. Le même homme restaure l'église de 1849 à 1850. L'inspecteur général Reynaud dit a son sujet « Il a très habilement restauré l’église Saint-Jacques à Nantes, charmant petit édifice du XIIe siècle, son grand séminaire peut être cité comme un modèle, sauf, cependant en ce qui concerne ce qui est de l’économie dans les dépenses. ». L'architecte transmit ses plans à Mgr Antoine-Mathieu-Alexandre Jaquemet, évêque de Nantes, le 17 novembre 1851. Celui-ci les approuva le 10 janvier 1852.

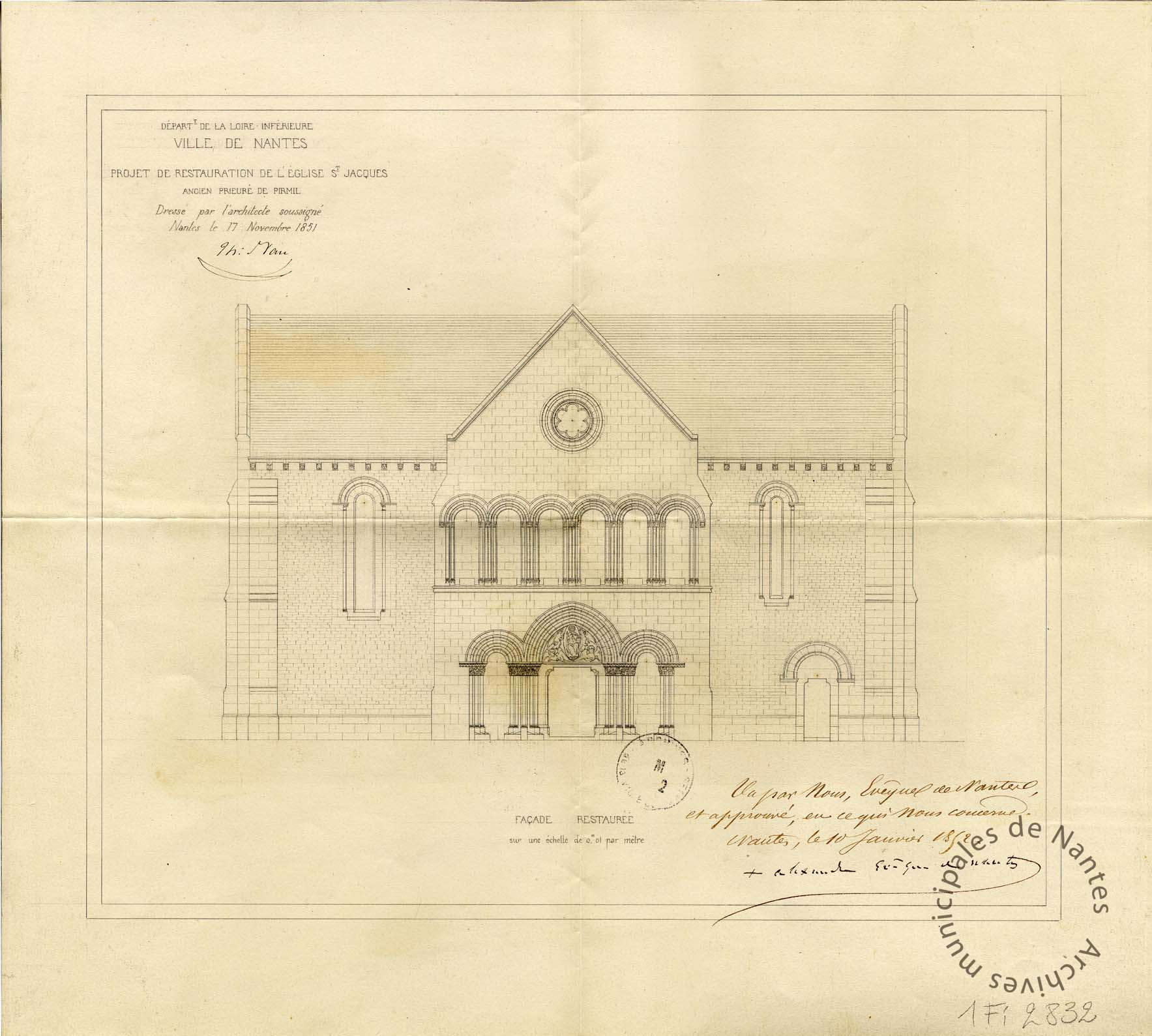
Plan de la façade donné à l'évêque

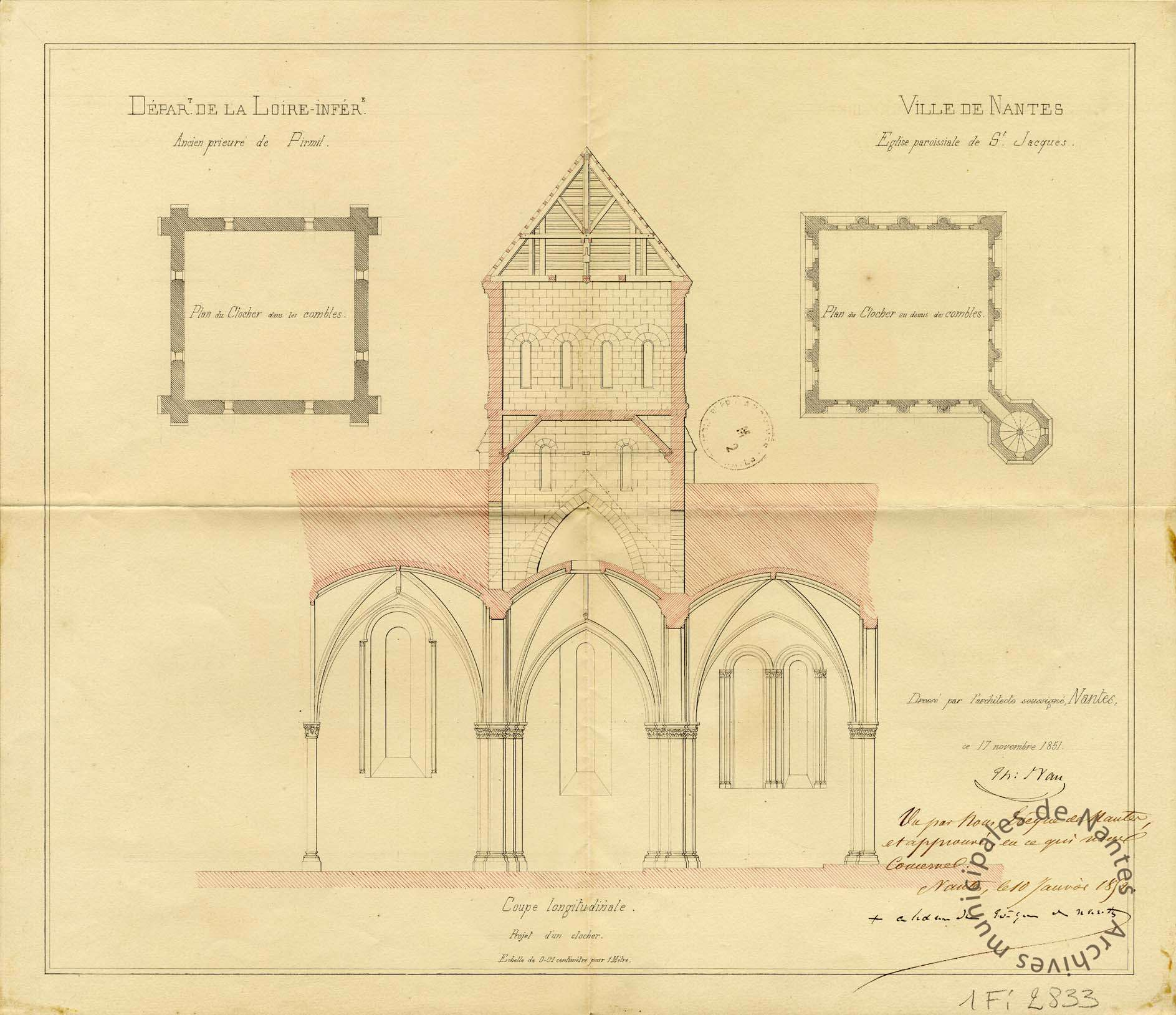
Coupe longitudinale du clocher donnée à l'évêque.

## Architecture

### Description générale
L'église a une forme de croix latine. La nef principale est longue de 40 mètres, large de 7 mètres, et présente trois travées. Le chœur est profond, le transept compte deux absidioles, le chevet est circulaire et l'abside est à pans au dehors.

### Style
Plusieurs éléments architecturaux situent le bâtiment entre le roman et le néogothique : le système ogival au niveau des voûtes, l'utilisation des formes aigües pour les grandes arcades, le plein-cintre et la forme des fenêtres. En revanche, plusieurs éléments sont d'inspiration gothique : les colonnes, les chapiteaux et les sculptures, et la façade est de style néo-grec.

### Intérieur

#### Ouvertures
Toutes les fenêtres sont de plein-cintre. L'abside principale laisse pénétrer la lumière par trois ouvertures. Celles-ci sont étroites et longues, l'évasement intérieur de leur baie est de plein-cintre. L'intérieur de leur contour est parcouru d'un cordon, l'extérieur  de deux petites colonnes. De part et d'autre du chœur est placée une fenêtre encadrée dans une arcature ogivale. Chaque aile dispose de trois baies placées au-dessus de l'abside, à l'ouest et aux extrémités du transept. La nef est éclairée par six ouvertures. Leur archivolte interne s'appuie sur deux colonnettes.

#### Autres éléments
Deux chapelles, en demi-cercle dans leur partie est, occupent symétriquement les ailes du transept qui est surmonté d'un petit clocher. Au nord, l'église primitive a laissé en héritage le chœur et les absides faits en moellons bruts, sauf l'extérieur dont la maçonnerie est en calcaire. Le plafond de la nef est constitué de voûtes d'ogives bombées à une branche, faites en tuf avec des arcs doubleaux et des arceaux en forme d'ogive.

### Extérieur

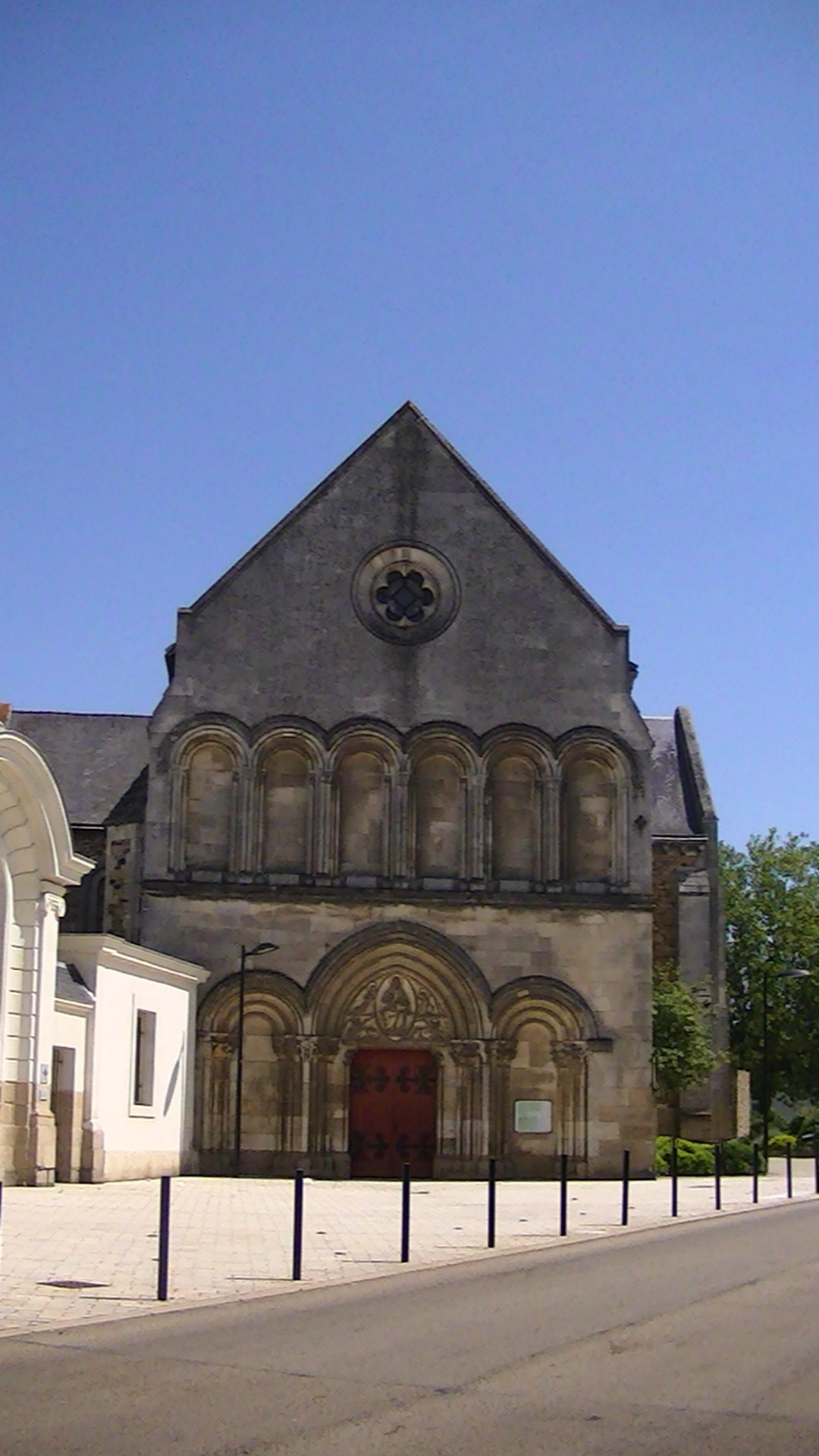
Façade de l'église Saint-Jacques-de-Pirmil.

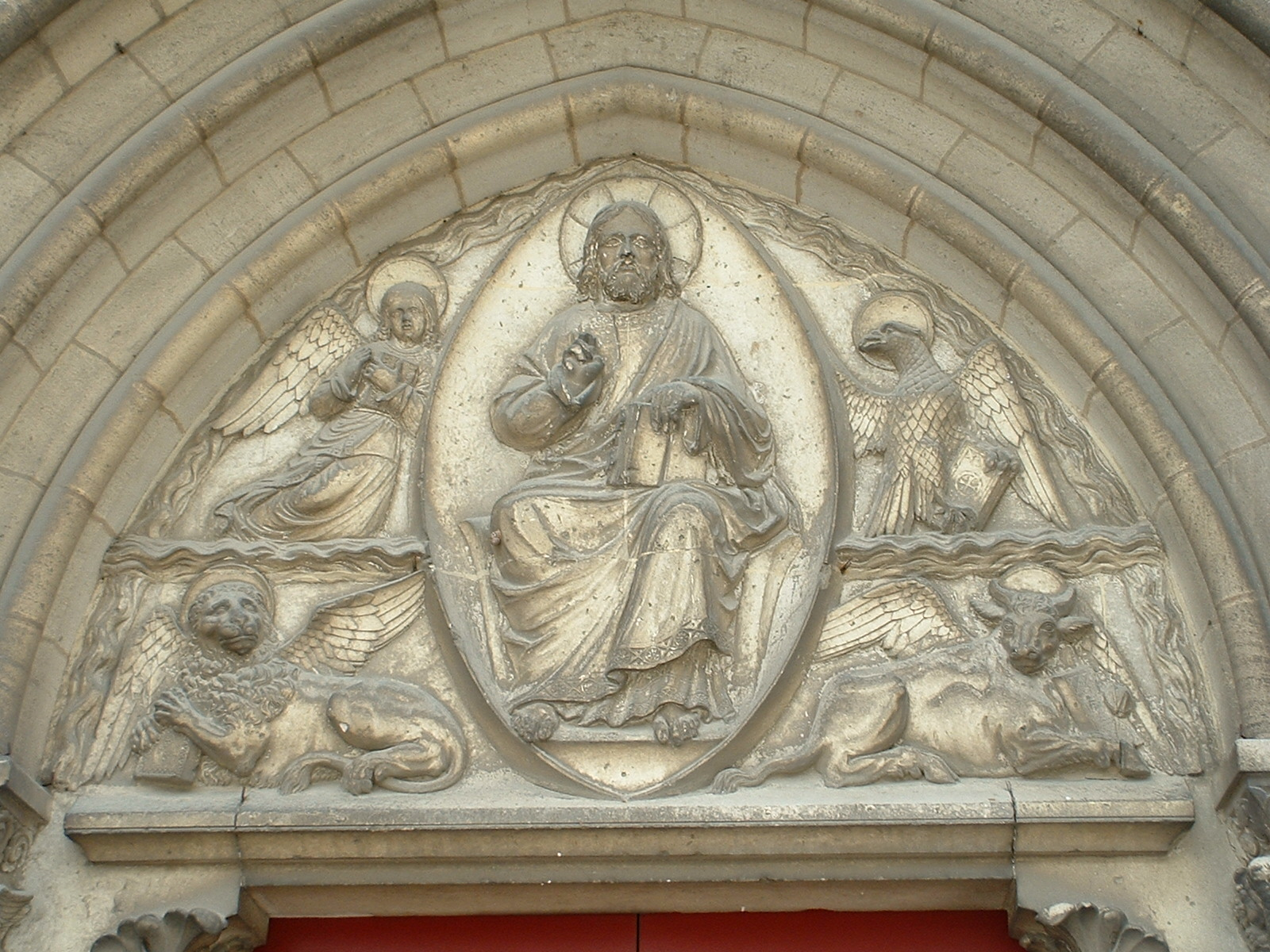
Tympan au-dessus de l'entrée principale.

La façade présente un fronton triangulaire reposant sur quatre colonnes encadrant l'entrée. La porte de style roman, de forme ogivale, est encadrée par des arcatures de plein-cintre : deux sur les côtés et six au-dessus, l'ensemble est dessiné par des archivoltes et des colonnettes. Le tympan de la porte est orné d'un bas-relief représentant l'ange, le bœuf, l'aigle et le lion, référence aux quatre auteurs des évangiles.
À l'est, le chevet de style roman, le transept et ses deux chapelles sont les parties les plus anciennes de l'édifice.

## Activité religieuse

### Une nouvelle paroisse

Logo de la paroisse

En 2000-2001, un remodelage diocésain est lancé. En 2001-2002, la décision est prise de constituer une nouvelle paroisse en regroupant celle de Saint-Jacques de Pirmil avec celles de Saint-Jean à Saint-Sébastien et de la Saint-Famille à Vertou. Le 20 octobre 2002, est célébrée la première messe pour les trois communautés. Lors de la Pentecôte 2003, la paroisse Saint-Jacques Saint-Jean Sainte-Famille est officiellement créée par Mgr Georges Soubrier en même temps que 44 autres paroisses.